# Chưng Tương
Chưng Tương (chữ Hán giản thể: 蒸湘区, Hán Việt: Chưng Tương khu) là một quận thuộc địa cấp thị Hành Dương, tỉnh Hồ Nam, Cộng hòa Nhân dân Trung Hoa. Chương Tương nằm ở phía tây trung tâm thành phố, phía tây giáp với các huyện Hành Dương và Hành Nam, phía nam là Nhạn Phong, bắc là Chưng Thủy và Thạch Cổ. Quận này có diện tích 101 km2, quận lỵ đóng ở đường Thuyền Sơn. Mã số bưu chính 421xxx, mã vùng điện thoại 0734.
Về mặt hành chính, quận này được chia ra thành 4 nhai đạo (Chưng Tương, Hoa Hưng, Hồng Tương, Liên Hợp), 2 trấn Ngốc Ưng Lĩnh và Vũ Mẫu Sơn.